# Круще
Круще (словен. Krušče) — поселення в общині Церкниця, Регіон Нотрансько-крашка, Словенія. Висота над рівнем моря: 668,5 м.